# پل کاکس
پل کاکس (انگلیسی: Paul Cox؛ زادهٔ ۶ ژانویهٔ ۱۹۷۲) بازیکن فوتبال اهل بریتانیا است.
از باشگاه‌هایی که در آن بازی کرده‌است می‌توان به باشگاه فوتبال هال سیتی، باشگاه فوتبال هاکنال تاون، باشگاه فوتبال نوتس کانتی، و باشگاه فوتبال کترینگ تاون اشاره کرد.